# الستر
السَّتر لغة هو تَغَطية الشَّيء، وهو مصدَر سَتَر الشَّيء يَسْتُرُه ويَسْتِرُه سَتْرًا وسَتَرًا، أي: غَطَّاهُ أو أخفاهُ. وكلُّ شَيْء سَتَــرْتَه فالشَّيء مَسْتُور، والذي تَسْتُرُه به سِتْرٌ له.
والسِّتْرُ والسُّتْرَةُ والمسْتَرُ والسِّتَارُ والسِّتَارَةُ: ما يستتر به.
﴿حَتَّى إِذَا بَلَغَ مَطْلِعَ الشَّمْسِ وَجَدَهَا تَطْلُعُ عَلَى قَوْمٍ لَمْ نَجْعَلْ لَهُمْ مِنْ دُونِهَا سِتْرًا ۝٩٠﴾ [الكهف:90].
والمراد بالسَّتْر وفي الاصطلاح هو (السَّتْـرُ على المسلم إن وقع في معصية، شريطة أن لا يعلنها ويجهر بها).
وقالوا أيضا: (السَّتْـرُ هو إخفاء العيب، وعدم إظهاره، فمن كان معروفًا بالاستقامة، وحصل منه الوقوع في المعصية، نُوصِح وسُتِر عليه).

## الفرق بين المغفرة والستر
(أنَّ الغُفْران أخصُّ، وهو يقتضي إيجاب الثَّواب. والسَّتْر: ستْـرُك الشَّيء بسِتْرٍ، ثم استعمل في الإضراب عن ذِكْر الشَّيء، فيقال: سُتِر فلانٌ، إذا لم يُذْكر ما اطُّلِع عليه من عثراته. وسَتَر الله عليه، خلاف فضحه. ولا يقال لمن يُسْتر عليه في الدُّنيا إنَّه غُفِر له؛ لأنَّ الغُفْران يُنبئ عن استحقاق الثَّواب على ما ذكرنا، ويجوز أن يُستر في الدُّنيا على الكافر والفاسق).
وقال أبو البقاء الكفوي: (الغفران يقتضي إسقاط العقاب، ونيل الثَّواب، ولا يستحقُّه إلَّا المؤمن، ولا يُستعمل إلَّا في البارئ تعالى. والسَّتْـرُ: أخص من الغُفْران إذ يجوز أن يَسْتر ولا يَغْفر).

## الستر في القرآن
- قال تعالى: ﴿يَا أَيُّهَا الَّذِينَ آمَنُوا اجْتَنِبُوا كَثِيرًا مِنَ الظَّنِّ إِنَّ بَعْضَ الظَّنِّ إِثْمٌ وَلَا تَجَسَّسُوا وَلَا يَغْتَبْ بَعْضُكُمْ بَعْضًا أَيُحِبُّ أَحَدُكُمْ أَنْ يَأْكُلَ لَحْمَ أَخِيهِ مَيْتًا فَكَرِهْتُمُوهُ وَاتَّقُوا اللَّهَ إِنَّ اللَّهَ تَوَّابٌ رَحِيمٌ ۝١٢﴾ [الحجرات:12]
قال مجاهد في قوله تعالى «وَلا تَجَسَّسُوا» أي (خذوا ما ظهر لكم، ودعوا ما سَتَر الله)، وقال الطبري: (وقوله تعالى «وَلا تَجَسَّسُوا» أي ولا يتتبَّع بعضكم عَوْرة بعض، ولا يبحث عن سرائره، يبتغي بذلك الظُّهور على عيوبه، ولكن اقنعوا بما ظهر لكم من أمره، وبه فاحمدوا أو ذمُّوا، لا على ما لا تعلمونه من سرائره).[6]
- وقال تعالى: ﴿وَمَا كُنْتُمْ تَسْتَتِرُونَ أَنْ يَشْهَدَ عَلَيْكُمْ سَمْعُكُمْ وَلَا أَبْصَارُكُمْ وَلَا جُلُودُكُمْ وَلَكِنْ ظَنَنْتُمْ أَنَّ اللَّهَ لَا يَعْلَمُ كَثِيرًا مِمَّا تَعْمَلُونَ ۝٢٢﴾ [فصلت:22]
قال القرطبي: (معنى تَسْتَتِرُونَ: تستخفون، في قول أكثر العلماء، أي: ما كنتم تستخفون من أنفسكم حذرًا من شهادة الجوارح عليكم، ولأنَّ الإنسان لا يمكنه أن يُخفِي من نفسه عمله، فيكون الاستخفاء بمعنى ترك المعصية).[7]
وقال البيضاوي: (أي: كنتم تَسْتَتِرون عن النَّاس عند ارتكاب الفواحش، مخافة الفضيحة، وما ظننتم أنَّ أعضاءكم تشهد عليكم بها، فما اسْتَـتَــرْتم عنها. وفيه تنبيه على أنَّ المؤمن ينبغي أن يتحقَّق أنَّه لا يمرُّ عليه حال إلا وهو عليه رقيب. ﴿وَلَكِنْ ظَنَنْتُمْ أَنَّ اللَّهَ لَا يَعْلَمُ كَثِيرًا مِمَّا تَعْمَلُونَ ۝٢٢﴾ [فصلت:22] فلذلك اجترأتم على ما فعلتم).[8]

## الستر في السنة
روي عن أبو هريرة  أن رسول اللّه ﷺ قال: 
| الستر | (من نفَّس عن مؤمن كُرْبة من كُرَب الدُّنيا، نفَّس الله عنه كُرْبة من كُرَب الآخرة، ومن سَتَر على مسلم، سَتَره الله في الدُّنيا والآخرة، والله في عون العبد، ما كان العبد في عون أخيه). | الستر |

قال المباركفوري: (من سَتَر مسلمًا، أي: بَدَنه أو عيبه بعدم الغيبة له، والذَّبِّ عن معائبه، وهذا بالنِّسبة إلى من ليس معروفًا بالفساد، وإلَّا فيُستحب أن تُــرْفع قصَّته إلى الوالي، فإذا رآه في معصية، فينكرها بحسب القدرة، وإن عَجز، يرفعها إلى الحاكم إذا لم يترتَّب عليه مفسدة).
وفي إحدى روايات حديث ماعز، أنَّه جاء إلى أبي بكر الصِّديق، فقال له:
((إنَّ الآخر زنى -يريد نفسه- فقال له أبو بكر: هل ذكرت هذا لأحد غيري؟ فقال: لا. فقال له أبو بكر: فتُب إلى الله، واسْتَتِر بسِتر الله؛ فإنَّ الله يقبل التَّوبة عن عباده. فلم تُقْرِره نفسه، حتَّى أتى عمر بن الخطاب، فقال له مثل ما قال لأبي بكر، فقال له عمر مثل ما قال له أبو بكر. فلم تُقْرِره نفسه حتَّى جاء إلى رسول الله ﷺ، فقال له: إنَّ الآخر زنى. فقال سعيد: فأعرض عنه رسول الله ﷺ ثلاث مرَّات، كلُّ ذلك يُعرض عنه رسول الله ﷺ، حتَّى إذا أكثر عليه، بعث رسول الله ﷺ إلى أهله فقال: أيشتكي، أم به جِنَّة؟ فقالوا: يا رسول الله، والله إنَّه لصحيح، فقال رسول الله ﷺ: أبِكْر أم ثيِّب؟ فقالوا: بل ثيِّب، يا رسول الله، فأمر به رسول الله ﷺ، فرُجِم)).
قال ابن عبد البر: (وفي هذا الحديث من الفقه: أنَّ السَّتْر أولى بالمسلم على نفسه -إذا وقَّع حدًّا من الحدود- من الاعتراف به عند السُّلطان، وذلك مع اعتقاد التَّوبة والندم على الذَّنب، وتكون نيَّته ومعتقده ألَّا يعود، فهذا أولى به من الاعتراف، فإنَّ الله يقبل التَّوبة عن عباده، ويحبُّ التَّــوَّابين).
قال أبو الوليد الباجي: (وقوله ﷺ لـهَزَّال -وهزَّال هذا هو هَزَّال بن رئاب بن زيد بن كليب الأسلمي- «يا هَزَّال، لو سَتَــرْته بردائك، لكان خيرًا لك». يريد: ممَّا أظهرته من إظهار أمره، وإخبار النَّبي ﷺ وأبي بكر وعمر به، فكان ستْره بأن يأمره بالتَّوبة، وكتمان خطيئته، وإنَّما ذكر فيه الرِّداء على وجه المبالغة، بمعنى أنَّه لو لم تجد السَّبيل إلى سِتْره إلَّا بأن تَسْتُره بردائك ممَّن يشهد عليه، لكان أفضل ممَّا أتاه، وتسبَّب إلى إقامة الحدِّ عليه، والله أعلم وأحكم).
وقال ابن الأثير: (ومنه حديث ماعز (ألَا سَتَرْته بثوبك يا هَزَّال). إنما قال ذلك حبًّا لإخفاء الفضيحة، وكراهيةً لإشاعتها).
قال بدر الدين العيني: (أنَّ ستْر الله مستلزم لستْر المؤمن على نفسه، فمن قصد إظهار المعصية والمجَاهرة، فقد أغضب الله تعالى فلم يَسْتُره، ومن قصد التَّسَتُّر بها حياءً من ربِّه ومن النَّاس، مَنَّ الله عليه بِسِتره إيَّاه).

## الستر في كتب وأقوال العلماء
- عن أبي الشَّعثاء قال: (كان شُرَحْبِيل بن السِّمْط على جيشٍ، فقال لجيشه: إنَّكم نزلتم أرضًا كثيرة النِّساء والشَّراب- يعني الخمر- فمن أصاب منكم حدًّا فليأتنا، فنطهِّره، فأتاه ناس، فبلغ ذلك عمر بن الخطاب، فكتب إليه: أنت- لا أمَّ لك- الذي يأمر النَّاس أن يهتكوا سِتْر الله الذي سَتَرَهم به!).[18]
- وعن الشَّعبي: (أنَّ رجلًا أتى عمر بن الخطاب، قال: (إنَّ ابنة لي أصابت حدًّا، فعَمَدت إلى الشَّفْرة، فذبَحَت نفسها، فأدركتُها، وقد قطعت بعض أوداجها، فداويتها فبرأت، ثم أنَّها نَسَكت، فأقبلت على القرآن، فهي تُخْطب إليَّ، فأخبر من شأنها بالذي كان، فقال له عمر: تعمد إلى سِتْر سَتَره الله فتكشفه؟ لئن بلغني أنَّك ذكرت شيئًا من أمرها، لأجعلنَّك نَكالًا لأهل الأمصار، بل أنكِحها نكاح العفيفة المسلمة).[19])
- وعن أبو بكر الصديق  قال: (لو أخذت سارقًا لأحببت أن يَسْتُره الله عزَّ وجلَّ، ولو أخذت شاربًا، لأحببت أن يَسْتُره الله عزَّ وجلَّ).[20]
- وعن أبي عثمان النَّهدي، قال: (إنَّ المؤمن ليُعطى كتابه في سِتْرٍ من الله تعالى، فيقرأ سيِّئاته فيتغيَّر لونه، ثمَّ يقرأ حسناته فيرجع إليه لونه، ثمَّ ينظر، وإذا سيِّئاته قد بُدِّلت حسنات، فعند ذلك يقول: ﴿هَاؤُمُ اقْرَءُوا كِتَابِيَهْ ۝١٩﴾ [الحاقة:19]).[21]
- وقال ابن رجب: (رُوي عن بعض السَّلف أنَّه قال: أدركت قومًا لم يكن لهم عيوب، فذكروا عيوب النَّاس، فذكر النَّاس عيوبهم. وأدركت أقوامًا، كانت لهم عيوب فكَفُّوا عن عيوب النَّاس فنُسيت عيوبهم).[22]
- وعن عبد الله بن المبارك، قال: (كان الرَّجل إذا رأى من أخيه ما يكره، أمره في سِتْر، ونهاه في سِتْر، فيُؤجر في سِتْره، ويُؤجر في نهيه، فأمَّا اليوم فإذا رأى أحدٌ من أحدٍ ما يكره، استغضب أخاه، وهتك سِتْره).[23]
- وقال ابن القيم: (للعبد سِتْرٌ بينه وبين الله، وسِتْرٌ بينه وبين النَّاس، فمن هتك السِّتْر الذي بينه وبين الله، هتك الله السِّتْر الذي بينه وبين النَّاس).[24]
- وقال أبو البركات عن آداب العِشْرة بين المسلمين: (ومنها: الاجتهاد في سِتْر عَورَات الإخوان وقبائحهم، وإظهار مناقبهم، وكونهم يدًا واحدةً في جميع الأوقات).[25]

## أشكال وأنواع الستر

### ستر المسلم نفسه
المسلم عليه أن يستر نفسه، فلا يُشْهر خطاياه أمام الخَلْق، ولا يذكر زلَّاته أمام النَّاس، ولو كانوا أصدقاءه، إلَّا على وجه السُّؤال والفُتيا، دون تحديد أنَّه الفاعل، سيَّما عند من يعرفه.
فعن أبي هريرة  قال: سمعت رسول الله ﷺ يقول: (كلُّ أمَّتي معافى إلا المجَاهرين، وإنَّ من المجَاهرة أن يعمل الرَّجل بالليل عملًا، ثم يصبح وقد ستره الله عليه، فيقول: يا فلان، عملتُ البارحة كذا وكذا، وقد بات يَسْتُره ربُّه، ويصبح يكشف سِتْر الله عنه).

### ستر المسلم لإخوانه
روي عن أبي هريرة أن رسول اللّه ﷺ قال: 
| الستر | (من نفَّس عن مؤمن كُرْبةً من كُرَب الدُّنيا، نفَّس الله عنه كُرْبةً من كُرَب الآخرة، ومن سَتَر على مسلم، سَتَره الله في الدُّنيا والآخرة، والله في عون العبد، ما كان العبد في عون أخيه). | الستر |

### ستْر الميِّت
إذا غسَّل المسلم ميِّتًا، فرأى فيه شيئًا معيبًا، فعليه أن يَسْتره، ويكتم أمره، قال ﷺ: ((من غسَّل ميِّتًا، فكتم، غَفَر الله له أربعين مرَّةً)).

## الوسائل المعينة على التحلي بخلق وصفة الستر
- 1- أن يعلم الإنسان فضل السَّتْر ومكانته في الدين، وأنَّ من سَتَر أخاه المسلم، سَتَره الله في الدُّنيا والآخرة.
- 2- أن يستشعر الفرد معنى الأخوة في الدين، واستحضار قوله تعالى: «إِنَّمَا الْمُؤْمِنُونَ إِخْوَةٌ» [الحجرات: 10]، وقول رسول الله ﷺ: (مثل المؤمنين في تَوَادِّهِم، وتراحمهم، وتعاطفهم مثل الجسد، إذا اشتكى منه عُضْو، تداعى له سائر الجسد بالسَّهر والحمَّى).[29]
- 3- أن يضع الإنسان نفسه مكان أخيه الذي زلَّت قدمه أوأخطأ وارتكب إثما، فهل يحبُّ أن يُفْضَح أمام الناس أم أن يُسْتَر؟

روي عن أنس بن مالك أن رسول اللّه ﷺ قال: 
| الستر | (لا يؤمن أحدكم، حتَّى يحبَّ لأخيه ما يحبُّ لنفسه). | الستر |

وعن عكرمة أنَّ ابن عباس، وعمَّارًا، والزبير - جميعًا- أخذوا سارقًا، فخلوا سبيله، فقلت لابن عبَّاس: (بئسما صنعتم حين خلَّيتم سبيله، قال: لا أمَّ لك، أما لو كنت أنت، لسرَّك أن يُخَلَّى سبيلك).
- 4- أن يدرك الإنسان نقصه وعيوبه وينشغل بإصلاح نفسه: قيل لربيع بن خُثَيْم: ما نراك تعيب أحدًا، ولا تذمُّه! فقال: ما أنا على نفسي براضٍ، فأتفرَّغ من عيبها إلى غيرها)، وقال الحسن البصري: (يا ابن آدم، لن تنال حقيقة الإيمان حتَّى لا تعيب النَّاس بعيب هو فيك، وتبدأ بذلك العيب من نفسك، فتصلحه، فما تصلح عيبًا إلَّا ترى عيبًا آخر، فيكون شغلك في خاصَّة نفسك). و.[32]

## الستر في أشعار العرب
قال الشاعر:
وقال آخر: